# سرگئی میهایلوف
سرگئی میهایلوف (انگلیسی: Sergey Mihaylov؛ زادهٔ ۵ مارس ۱۹۷۶) بوکسور اهل ازبکستان است.